# Brasserie Nationale d’Haïti

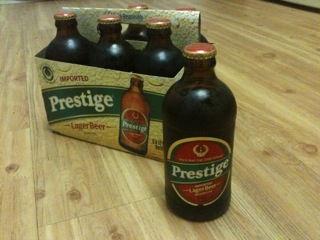
Prestige Bier

Die Brasserie Nationale d’Haïti, S.A. (auch als BRANA bekannt) ist die einzige Brauerei Haitis. In ihr wird u. a. das landestypische Bier der Marke Prestige hergestellt. Seit dem Jahr 2011 gehört das Unternehmen zu der Heineken Gruppe.

## Geschichte
Die Brauerei wurde im Jahr 1973 von Michael Madsen, der einer der bedeutendsten Familien Industrieller, die Ende des 19. Jahrhunderts aus Dänemark nach Haiti gekommen war, angehörte, gegründet.
Mit der Gründung erhielt das Unternehmen die Lizenz der Firma PepsiCo International, Getränke wie Pepsi und 7up für den Markt Haitis herzustellen und dort zu vertreiben.
Im Jahr 1976 begann die Produktion eines Lagerbiers amerikanischer Prägung unter dem Namen Prestige. Dieses war das erste und ist bis auf weiteres das einzige in Haiti gebraute Bier.
Es kamen weitere Lizenzen von Heineken und Diageo hinzu: Das Malzbier Malta Heineken (später in Malta H umbenannt) und Guinness Irish stout. Gleichzeitig übernahm das Unternehmen den Vertrieb weiterer, importierter alkoholischer Getränke von Diageo in Haiti. Im Jahr 1985 übernahm Heineken einen Anteil von 22,5 des Stammkapitals der BRANA.
Anfang des 21. Jahrhunderts lief bei der BRANA die eigene Produktion und Abfüllung von Erfrischungsgetränken unter dem Namen King Cola und des Energydrinks TORO an. King Cola wird in Geschmacksvarianten wie Banane, Erdbeere und Traube angeboten. Letztlich brachte die BRANA auch eigenes abgefülltes Trinkwasser unter dem Namen Crystal Sources auf den Markt.
Am 14. Dezember 2011 gab die niederländische Heineken Gruppe bekannt, dass sie ihren Aktienanteil von 22,5 Prozent auf 95 Prozent gesteigert hatte. Die restlichen 5 Prozent liegen bei Diageo. Die Übernahme wurde als Rettungsaktion nach dem verheerenden Erdbeben in Haiti des Jahres 2010 gewürdigt, obwohl die Bierproduktion der BRANA nur für sechs Wochen nach dem Erdbeben unterbrochen war.
Der Werbespruch der BRANA lautet „brase lajwa nan lavi chak Ayisyen“ (Freude wecken im Leben eines jeden Haitianers).
Prestige Bier hatte zunächst einen Alkoholgehalt von 4,2 Prozent. Dieser wurde 1999 auf 5,6 Prozent gesteigert, da im Brauprozess Mais durch Zucker ersetzt wurde.
In den Jahren 2000 und 2012 erhielt die BRANA bei dem World Beer Cup mit Prestige Goldmedaillen in der Kategorie „American Lager“.

## Rezeption
Bei dem Getränketester „1000 Getränke“ erhält Prestige 2 von 10 möglichen Punkten.